# Џорџ III
Џорџ III (енгл. George III; Џорџ Вилијам Фредерик; 4. јун 1738 — 29. јануар 1820) је био краљ Велике Британије и Ирске, војвода од Брауншвајг-Линеберга и кнез-изборник Хановера од 25. октобра 1760. до 1. јануара 1801. Електорат је постао краљевина Хановер 1814. Био је трећи монарх из династије Хановер и први који је рођен на тлу Енглеске. За време његове владавине краљевине Велика Британија и Ирска су се ујединиле и формирано је Уједињено Краљевство Велике Британије и Ирске.
Његов отац је био Фредерик, принц од Велса (1707—1751), најстарији син краља Џорџа II (1683—1760). Због ране очеве смрти престо је преузео директно од деде Џорџа после његове смрти 1760. са свега 22 године. Владао је 60 година, до смрти 1820.
Оженио се принцезом Софијом Шарлотом од Мекленбург-Штрелица и са њом имао петнаесторо деце, девет синова и шест кћери, више него било који други владар.
За време његове владавине избио је Амерички рат за независност (1775—1783) којим су тринаест северноамеричких колонија добило независност и формирало САД.
За време његове владавине избила је Француска револуција. Револуционарна Француска је објавила рат Енглеској 1793. Енглеска је била добро припремљена, али је Француска била јача. Прва коалиција (Енглеска, Аустрија, Пруска и Шпанија) је побеђена 1798. Друга коалиција (Енглеска, Аустрија, Русија и Турска) је побеђена 1800. тако да је Енглеска остала сама у борби против Француске. Рат је настављен 1803, али је Трећа коалиција (Енглеска, Аустрија, Русија, Шведска и Напуљска краљевина) доживела исту судбину као и две претходне и распала се 1805. Инвазију Енглеске је спречила победа Хорација Нелсона над шпанско-француском флотом у бици код Трафалгара 21. октобра 1805.
Због болести 1811. је прогласио свог сина Џорџа, принца од Велса за регента који је после смрти свог оца 1820. постао краљ Џорџ IV.

## Детињство
Џорџ је рођен у Лондону као најстарији син Фредерика и Августе, принца и принцезе од Велса. У време његовог рођења Великом Британијом владао је Џорџов деда, Џорџ II. Рођен је као недоношче два месеца пре времена и није се очекивало да ће поживети, па је крштен истог дана као Џорџ Вилијам Фредерик. Када се увидело да шансе за његово преживљавање нису тако мале, крштен је јавно, 4. јула 1738. године.
Џорџ је временом израстао у здраво дете, али његови деда и баба су били у лошем односу са Џорџовим оцем и нису се занимали за његову децу. Године 1751. принц од Велса је умро од озљеде плућа, па је Џорџ постао престолонаследник свом деди. Џорџ је наследио очеву титулу војводе од Единбурга, а деда га је прогласио принцом од Велса три седмице касније, па се почео занимати за њега и његову браћу и сестре. У пролеће 1756. Џорџ је напунио осамнаест година и деда му је понудио резиденцију у палати Сент Џејмс, али Џорџ је, на наговор мајке и Џона Стјуарта, 3. грофа од Бјута, одбио краљеву понуду. Џорџова мајка није веровала свом свекру и свекрви, па је жељела сина држати даље од њих.

## Брак
Године 1759. Џорџ се заинтересовао за леди Сару Ленокс, кћерку војводе од Ричмонда, али гроф од Бјута није се слагао са овом унијом и Џорџ је стога није оженио. Следеће године Џорџ је наслиједио круну када је његов деда изненада умро 25. октобра 1760. године. Потрага за одговарајућом младом сада је била у пуном јеку.
Дана 8. септембра 1761. године нови краљ упознао је и оженио војвоткињу Софију Шарлоту од Мекленбург-Штрелица. Следеће вечери Џорџ и Шарлота су крунисани у Вестминстерској опатији. Џорџ није никада имао љубавнице, што је било необично за краљеве тога доба, и пар је уживао сретан брак. Имали су петнаестеро деце - девет синова и шест кћери. Године 1761. краљ је купио Бакингемску кућу као породичну викендицу, а коју је његова унука Викторија учинила службеном резиденцијом монарха.

## Владавина
Иако су Џорџов долазак на трон поздравили политичари из свих партија, прве године његове владавине биле су обележене политичком нестабилношћу, углавном узрокованом неслагањима по питању Седмогодишњег рата. Џорџ је показивао наклоност према торијевцима, због чега је дошао у сличан сукоб са виговцима као и Чарлс I Стјуарт. У мају 1762. године Џорџ је заменио виговске министре предвођене Томасом Пелам-Холсом торијевским министрима на челу са Џоном Стјуартом, грофом од Бјута, који није био члан ни једног Дома парламента. Стјуартови противници у својој кампањи ширили су гласине о његовој афери са краљевом мајком и ширењем анти-шкотског расположења међу Енглезима. Године 1763. завршио је Седмогодишњи рат и гроф од Бјута је дао оставку, дозволивши виговцима са Џорџом Гренвилом на челу да се врате на своје некадашње функције.

### Незадовољство у колонијама
Џорџ III 1763. године је издао краљевску прокламацију којом се ограничава ширење америчких колонија према западу. Главни циљ прокламације било је натерати колонисте да купују земљу од домородаца и да тако смање скупе ратове који су се водили око територије. Прокламација је, међутим, била изузетно непопуларна међу колонистима и на крају је проузроковала још један сукоб између колониста и британске владе који ће на крају довести до рата.
Како су колонисти углавном плаћали јако ниске порезе, британска влада се убрзо нашла у немогућности да брани колоније од домородачких устанака и могуће инвазије Француза. Године 1765. У међувремену су Џорџу досадили Гренвилови покушаји да смањи његов ауторитет и право на уживање краљевских прерогатива, па је неуспешно покушао наговорити Вилијама Пита Старијег да прихвати мјесто премијера. Након кратке болести Џорџ је отпустио Гренвила и дозволио Чарлсу Вотсон-Вентворт, 2. маркизу од Рокингама, да оформи кабинет.
Вотсон-Вентворт је, уз подршку Пита, повукао непопуларне актове које је Гренвил донио желећи повећати порезе у колонијама, али његова влада је била слаба и 1766. године замењен је Питом. Због настојања Пита и краља да укину непопуларни Акт о таксеним маркама учинила су их толико популарним међу колонистима да су обома подигнуте статуе у Њујорку. Пит се разболио 1767. године, дозволивши Огастусу Фицроју, 3. војводи од Графтона, да преузме владу, иако овај није формално постао премијер све до 1768. године. Његова влада је престала функционисати 1770. године, па су је поново преузели торијевци.
Влада новог премијера, Фредерика Норта, лорда Норта, се углавном била проблемима око незадовољства у америчким колонијама. Како би се ублажила ситуација колонистима, повучени су сви порези осим онога на чај, на којем је краљ инсистирао. Године 1773. група побуњеника бацила је 45 тона чаја вриједног око 10.000 фунти у море, у знак политичког протеста, а тај догађај је остао познат као Бостонска чајанка. У Британији се мишљење о колонистима погоршало и Пит се сложио са Нортом да је бацање чаја у бостонску луку био "чисти криминал". Норт је затим увео правила која налажу шта је колонистима забрањено, Бостонска лука је била затворена и избори у Масачусетсу су били укинути. Џорџове наде тада су се центрирале на проналажење одговарајућег решења за ситуацију у колонијама.

### Америчка револуција
Амерички рат за независност започео је оружаним конфликтом Британаца и колониста у Новој Енглеској у априлу 1775. године. Месец дана касније делегати из тринаест колонија предложили су мировни споразум који је у Лондону одмах одбијен, будући да су оружани сукоби били све чешћи. Већ следеће године, у јулу 1776. године, колоније су објавиле своју независност и створиле САД. Декларација независности САД је била дугачки списак оптужби против Џорџа III, које су са разбјесниле.
Британци су у рату заузели Њујорк 1776. године, али велики план о инвазији на Сједињене Америчке Државе из Канаде пао је у воду када се британски генерал, Џон Бергојн, у бици код Саратоге предао заједно са шест хиљада својих војника.
Године 1778. Француска, велики ривал Британаца, потписао је споразум о пријатељству са Сједињеним Државама. Лорд Норт је тражио од краља да његову дужност повери Питу, којег је сматрао способнијим од себе о том питању, али Џорџ III је то одбио - умести тога, предложио је да Пит ради као министар у Нортовој влади. Пит је то одбио и умро исте године. У тренутку његове смрти Велика Британија је била у рату са Француском, а 1779. већ у рату са Шпанијом.
Џорџ III је по сваку цену желио наставити рат са Сједињеним Државама, упркос саветима својих министара. Гренвил Лусен-Гор, 1. маркиз од Стафорда, и Томас Тајн, 1. маркиз од Бата, поднели су оставку јер нису желели да учествују у том рату. Норт се слагао са својим колегама министрима и своје мишљење је дао до знања краљу, али је остао на својој функцији. Џорџ III је на крају, међутим, схватио да је безнадежно покушавати преосвојити Америку, али је ипак одбио признати независност Сједињених Држава и обећао да ће водити рат што је дуже могуће. Његов план је био да затражи 30.000 војника у Њујорку, Род Ајленду, Канади и Флориди, док би остатак армије био чуван за сукобе са Французима и Шпанцима. Такође је планирао уништити трговачке луке и приобалне градове, и окренути Индијанце против Американаца. Очекивао је да ће ово охрабрити ројалисте и поделити Континентални конгрес, али последице су биле управо супротне, а шансе за скори крај рата изгубљене.
Године 1781. вести о предаји код Јорктауна Чарлса Корнволис, 1. маркиза Корнволиса, стигле су до Лондона. Лорд Норт је дао оставку, али је одвратио Џорџа III од помисли на абдикацију. Џорџ је признао пораз и дозволио почетак мировних преговора. Споразум из Париза, којим је Велика Британија признала независност Сједињених Америчких Држава, и Споразум из Версаја, којим је Флорида предата Шпанији и воде Њуфаундленда Француској, потписани су 1783. године. Када је Џон Адамс изабран за америчког министра у Великој Британији Џорџ је, неочекивано, изјавио да се весели пријатељству са Сједињеним Државама.

### Проблеми са администрацијом
Са колапсом Нортхове администрације 1782. године, Чарлс Вотсон-Вентворт, 2. маркиз од Рокингама, постао је премијер по други пут, али је умро за само неколико месеци. Краљ је затим на мјесто премијера поставио Вилијама Петија, 2. грофа од Шелберна. Чарлс Џејмс Фокс је одбио да сарађује са Петтyем, те је предложио Вилијама Цавендисх-Бентинцка, 3. војводу од Портланда, за премијера.
Године 1783. Дом комуна је присилио Петија на оставку, након чега је његова влада замењена коалицијом Фокс-Норт. Вилијам Кевендиш-Бентинк, 3. војвода од Портланда је постао премијер, а Фокс и Норт су добили значајне позиције у влади и држали стварну моћ, док је Пети представљао њихову марионету.
Џорџ III је био под великим стресом када је бивао присиљен поставити за министре људе који му се нису свиђали, али Петијеви људи су убрзо постали већина у Дому комуна и није га било лако сменити. Надаље, Џорџ је био веома незадовољан када је влада увела закон којим се политичка моћ у Индији пребацује из Британске источноиндијске компаније на парламентарне комесаре. Одмах након што је Дом комуна прихватио предлог закона, Џорџ је преко Џорџа Најџент-Темпл-Гренвила обавестио све племиће који су гласали за закон да ће их сматрати личним непријатељима. Лордови су одбили закон, а три дана касније Петијева влада је била отпуштена. Вилијам Пит Млађи је био постављен на функцију премијера, а Најџент-Темпл-Гренвил за државног секретара. Темпл је убрзо био присиљен дати оставку, након чега је влада ослабила и изгубила своју већину. Парламент је убрзо затим био распуштен, а наредни избори дали су Питу Млађем непољуљан мандат.

### Мандат Вилијама Пита Млађег
За Џорџа III, одабир Вилијама Пита Млађег за премијера је била велика побједа јер му је доказала да још увијек држи велике овласти као монарх и да може поставити премијера без уплитања парлемента. Преко Пита и његове владе Џорџ је био у могућности остварити многе своје замисли. Како би помогао Питу и његовој влади Џорџ је подијелио огроман број племићких титула и створио велики број племића који су затрпали Дом лордова и омогућили Питу да задржи већину. Џорџ је током Питовог мандата био изузетно популаран у Великој Британији. Народ му се дивио, између осталог, и зато што је био веран својој супрузи, краљици Шарлоти, за разлику од његових претходника Хановераца. Постигнут је велики напредак у науци и индустрији, а подстакнуте су и експедиције према Тихом океану.

### Ментална онеспособљеност
Међутим, Џорџово здравље почиње пропадати у овом периоду. Почео је да пати од менталне болести за коју се данас верује да је била порфирија. Године 1765. први пут је накратко био погођен болешћу, али дужи период наступио је у лето 1788. године. Џорџ је био довољно присебан да отвори сједницу парламента 25. септембра 1788. године, али му се здравствено стање у новембру изненада погоршало и могао је сатима причати без престанка. Тадашњи лекари нису могли да објасне његово стање, што је довело до многих гласина, од којих једна каже да се руковао са дрветом мислећи да је то пруски краљ.
Како Џорџ већ следеће године није био у стању отворити седницу парламента - а према старом правилу које важи и данас, парламент не може функционисати уколико га не отвори монарх. Иако теоретски није био овлаштен за то, парламент је почео разматрати могућност увођења регента. У Дому комуна Чарлс Џејмс Фокс је изјавио да сада све суверене овласти припадају престолонаследнику, краљевом најстаријем сину, Џорџу, принцу од Велса. Са друге стране, премијер Вилијам Пит Млађи држао је другачије мишљење. Он је веровао да право на избор регента има само парламент. Иако је веровао да без парламентарног пристанка принц од Велса има једнако право на регенство као и свака друга особа у краљевству, Вилијам Пит Млађи се са Чарлсом Џејмсом Фоксом слагао да је Џорџ најбољи за место регента.
Принц од Велса, иако увређен од премијера Пита, није се слагао ни са Фоксовом филозофијом. Његов млађи брат, Фредерик, војвода од Јорка, изјавио је да принц од Велса неће покушавати преузети власт без одобрења парламента. Пит је објавио да ће овласти принца од Велса, уколико буде проглашен регентом, бити веома ограничене. Између осталог, не би смио продати краљев посед нити дати титулу било коме осим краљевом детету (односно свом брату или сестри). Принц од Велса се није сложио са Питовим замислима. Две фракције су се на крају сложиле на компромис.
Важан технички недостатак регентства био је тај што регент и даље није имао право да отвори седницу парламента, без чега је парламент био у потпуности немоћан. Седнице је углавном отварао монарх, али то су могли учинити и његови или њени представници, познати као лордови комисионери. Међутим, ни лордови комисионери нису могли дјеловати уколико не приме велики печат краљевства, а њега је могао предати једино суверен. Пит и његови сљедбеници били су спремни игнорисати посљедњу препреку, али су се њиховом науму оштро супротставили Едмунд Берк и војвода од Јорка. Без обзира на њихове примједбе, 3. фебруара 1789. године парламент је отворила група "илегалних" лордова комисионера. Акт о регентству је предложен, али краљ се опоравио пре него је могао проћи у парламенту. Џорџ III је затим ретроактивно овластио лордове комисионере и дао им печат краљевства.
Након што је оздравио популарност Џорџа III и његовог премијера, Пита Млађег, наставила је расти. Његовој популарности допринио је хумани и саосјећајни третман ментално оболелих људи.

### Француска револуција
Француска револуција из 1789. године којом је у Француској била збачена монархија забринула је многе британске земљопоседнике. Француска је 1793. године објавила рат Великој Британији, па је Џорџ III овластио Пита да подигне порезе и окупи војску. Колико год да је Велика Британија била спремна, Француска је била јача. Коалиција која је ујединила Велику Британију, Аустрију, Пруску и Шпанију била је поражена 1798. године. Друга коалиција, која је укључивала Велику Британију, Аустрију, Русију и Османско царство била је поражена 1800. године. Велика Британије је задња остала у рату са Наполеоном Бонапартом, тада првим конзулом Француске републике.
У овом периоду Џејмс Хедфилд је, невезано за политичке околности тога времена, неуспјешно покушао да изврши атентат на краља пуцајући у њега.
Недуго након 1800. године, када су сукоби са Француском накратко прекинути, Пит се могао побринути за устанак који је избио у Ирској још 1798. године. Парламент је тада донио Акт о унији из 1800. године, који је 1. јануара 1800. године ујединио Велику Британију и Ирску у Уједињено Краљевство. Џорџ је тада искористио прилику да одбаци титулу краља Француске коју је држао сваки краљ Енглеске и Велике Британије још од Едварда III. Тада му је било предложено да се прогласи царем Британских и Хановерских доминиона, али Џорџ III је одбио, пошто је сматрао титулу краља, иако нижу, историјски примеренијом.
Као део свог деловања у Ирској, Пит је након уједињења желио ослободити римокатолике неких законских препрека. Џорџ III се није слагао, рекавши да би еманципација католика значила кршење његове заклетве на крунисању, према којој је био дужан да брани протестантизам.
Како се суочио са неслагањем са његовим вјерским реформама од стране краља и већинске протестантске јавности, Пит је пријетио да ће дати отказ. Недуго затим Џорџу се опет вратила порфирија, за што је он кривио забринутост за проблем еманципације католика. Дана 14. марта 1801. године Пита је формално заменио Хенри Адингтон, Питов близак пријатељ, којем је Пит остао приватни савјетник. За време Адингтоновог мандата није спроведена скоро ниједна реформа, будући да је нација била против сваке идеје о реформи, бојећи се понављања Француске револуције у Уједињеном Краљевству. Иако су тражили пасивно понашање у Уједињеном Краљевству, јавност је желела јаку реакцију у Европи, коју Аддингтон није потакао. У октобру 1801. године склопљен је мир са Французима, а потписан 1802. године.

### Наполеонски ратови
Џорџ није сматрао мир са Француском стварним, већ га је прије гледао као покушај стварања мира. Већ 1803. двије нације су опет биле у рату једна са другом. Године 1804. Џорџа је опет био онеспособљен порфиријом, а када се опоравио сазнао је да је Адингтон доста непопуларан у народу и да јавност прижељкује Пита назад. Пит је желио додати Фокса својој влади, али Џорџу се он није свиђао јер је подстицао принца од Велса да води екстравагантан и растрошан живот, што Џорџ III није одобравао. Лорд Гренвил је то сматрао неправдом према Фоксу, па је одбио да се придружи новој влади.
Пит се концентрисао на формирање алијансе са Аустријом, Русијом и Шведском. Ова коалиција је доживела исту судбину као и прве две - доживјела је 1805. године. Инвазија на Уједињено Краљевство од стране Наполеона се чинила све вјероватнијом све до победе лорда Нелсона у бици код Трафалгара.
Проблеми у Европи негативно су утицали на Питово здравље. Пит је умро 1806. године, након чега је још једном отворено питање ко ће водити владу. Лорд Гренвил је постао премијер у влади која је укључивала и Фокса, којег је Џорџ почео прихватати. Након Фоксове смрти у септембру 1806. године, Џорџ и администрација су били у отвореном сукобу. Како би повећали број војника, предложена је мера која би омогућила католицима да буду чланови свих рангова војске. Џорџ није наредио само да забораве на ту могућност, већ и да одустану од сваке помисли на то будућности. Министри су пристали на први краљев захтев, али нису могли обећати за поступке у будућности. Године 1807. сви су били отпуштени и замењени војводом од Портланда као номиналним премијером, чије је стварне овласти држао Спенсер Персевал. Парламент је био распуштен и наредни избори дали су администрацију снажну већину у Дому народа. Ово је била посљедња од Џорџових великих политичких одлука - замиена војводе од Портланда Перцевалом 1809. године била је од малог значаја.

## Каснији живот и смрт
Године 1810. Џорџ је био на врхунцу своје популарности, али већ скоро потпуно слеп и у боловима од реуматизма, и тешко болестан. Сматра се да је његово слабо здравље узроковала смрт његовог најмлађег детета, принцезе Амелије. Признао је да му је потребан регент, па је његов најстарији син остао Џорџов регент до краја његовог живота. До краја 1811. године Џорџ III је био потпуно ментално неспособан и никада се више није опоравио. Живео је затворен у дворцу Виндзор до краја живота.
Спенсер Персевал је био убијен 1812. године, као једини британски премијер који је доживио ту судбину. Заменио га је Роберт Џенкинсон, 2. гроф од Ливерпула. Бечки конгрес доделио је територије Хановеру, па је принц од Велса сматрао пригодним да у том тренутку Хановер уздигне од нивоа електората на ниво краљевства.
У међувремену Џорџово здравствено стање се нагло погоршало. Потпуно је био изгубио вид и полако губио слух. Никада није сазнао да је постао краљ Хановера 1814. године, нити да је изгубио супругу 1818. године. На Божић 1819. године причао је бесмислице непрекидно 58 сати. Последњих неколико седмица није могао ходати. Џорџ III је умро 29. јануара 1820. године у дворцу Виндзор, са својим најдражим сином, војводом од Јорка, поред постеље. Наслиједио га је син, до тада његов регент, који је постао Џорџ IV. Само шест дана пре њега умро му је син Едвард, војвода од Кента и Стратхорна, чија је кћерка била последњи монарх из династије Хановер.
У тренутку смрти Џорџ III је имао 81 годину и 239 дана старости, а владао је 59 година и 96 дана - и његов живот и његова владавина били су дужи него животи и владавине претходних енглеских, шкотских и британских владара. Његово мјесто најдуже је преузела његова унука, Викторија Хановерска, а касније је позицију најстаријег владара преузела Џорџова прапрапрапраунука, Елизабета II.

## Породично стабло
|  |                                                     |  |  |  |  |  |  |  |  |  |  |  |  |  |  |  |
|  | 16. Ернст Август, изборник од Брауншвајг-Линебурга  |  |  |  |  |  |  |  |  |  |  |  |  |  |  |  |
|  |                                                     |  |  |  |  |  |  |  |  |  |  |  |  |  |  |  |
|  |                                                     |  |  |  |  |  |  |  |  |  |  |  |  |  |  |  |
|  | 8. Џорџ I                                           |  |  |  |  |  |  |  |  |  |  |  |  |  |  |  |
|  |                                                     |  |  |  |  |  |  |  |  |  |  |  |  |  |  |  |
|  |                                                     |  |  |  |  |  |  |  |  |  |  |  |  |  |  |  |
|  | 17. Софија Хановерска                               |  |  |  |  |  |  |  |  |  |  |  |  |  |  |  |
|  |                                                     |  |  |  |  |  |  |  |  |  |  |  |  |  |  |  |
|  |                                                     |  |  |  |  |  |  |  |  |  |  |  |  |  |  |  |
|  | 4. Џорџ II                                          |  |  |  |  |  |  |  |  |  |  |  |  |  |  |  |
|  |                                                     |  |  |  |  |  |  |  |  |  |  |  |  |  |  |  |
|  |                                                     |  |  |  |  |  |  |  |  |  |  |  |  |  |  |  |
|  | 18. Георг Вилхелм, војвода од Брауншвајга-Линебурга |  |  |  |  |  |  |  |  |  |  |  |  |  |  |  |
|  |                                                     |  |  |  |  |  |  |  |  |  |  |  |  |  |  |  |
|  |                                                     |  |  |  |  |  |  |  |  |  |  |  |  |  |  |  |
|  | 9. Софија Доротеја од Целе                          |  |  |  |  |  |  |  |  |  |  |  |  |  |  |  |
|  |                                                     |  |  |  |  |  |  |  |  |  |  |  |  |  |  |  |
|  |                                                     |  |  |  |  |  |  |  |  |  |  |  |  |  |  |  |
|  | 19. Éléonore Desmier d'Olbreuse                     |  |  |  |  |  |  |  |  |  |  |  |  |  |  |  |
|  |                                                     |  |  |  |  |  |  |  |  |  |  |  |  |  |  |  |
|  |                                                     |  |  |  |  |  |  |  |  |  |  |  |  |  |  |  |
|  | 2. Фредерик, принц од Велса                         |  |  |  |  |  |  |  |  |  |  |  |  |  |  |  |
|  |                                                     |  |  |  |  |  |  |  |  |  |  |  |  |  |  |  |
|  |                                                     |  |  |  |  |  |  |  |  |  |  |  |  |  |  |  |
|  | 20. Albert II, Margrave of Brandenburg-Ansbach      |  |  |  |  |  |  |  |  |  |  |  |  |  |  |  |
|  |                                                     |  |  |  |  |  |  |  |  |  |  |  |  |  |  |  |
|  |                                                     |  |  |  |  |  |  |  |  |  |  |  |  |  |  |  |
|  | 10. Јохан Фридрих, маркгроф од Бранденбург-Ансбаха  |  |  |  |  |  |  |  |  |  |  |  |  |  |  |  |
|  |                                                     |  |  |  |  |  |  |  |  |  |  |  |  |  |  |  |
|  |                                                     |  |  |  |  |  |  |  |  |  |  |  |  |  |  |  |
|  | 21. Countess Sophia Margaret of Oettingen-Oettingen |  |  |  |  |  |  |  |  |  |  |  |  |  |  |  |
|  |                                                     |  |  |  |  |  |  |  |  |  |  |  |  |  |  |  |
|  |                                                     |  |  |  |  |  |  |  |  |  |  |  |  |  |  |  |
|  | 5. Каролина од Бранденбург-Ансбаха                  |  |  |  |  |  |  |  |  |  |  |  |  |  |  |  |
|  |                                                     |  |  |  |  |  |  |  |  |  |  |  |  |  |  |  |
|  |                                                     |  |  |  |  |  |  |  |  |  |  |  |  |  |  |  |
|  | 22. Јохан Георг I, војвода од Сакс-Ајзенаха         |  |  |  |  |  |  |  |  |  |  |  |  |  |  |  |
|  |                                                     |  |  |  |  |  |  |  |  |  |  |  |  |  |  |  |
|  |                                                     |  |  |  |  |  |  |  |  |  |  |  |  |  |  |  |
|  | 11. Елеонора Ердмута од Сакс-Ајзенаха               |  |  |  |  |  |  |  |  |  |  |  |  |  |  |  |
|  |                                                     |  |  |  |  |  |  |  |  |  |  |  |  |  |  |  |
|  |                                                     |  |  |  |  |  |  |  |  |  |  |  |  |  |  |  |
|  | 23. Countess Johanetta of Sayn-Wittgenstein         |  |  |  |  |  |  |  |  |  |  |  |  |  |  |  |
|  |                                                     |  |  |  |  |  |  |  |  |  |  |  |  |  |  |  |
|  |                                                     |  |  |  |  |  |  |  |  |  |  |  |  |  |  |  |
|  | 1. Џорџ III                                         |  |  |  |  |  |  |  |  |  |  |  |  |  |  |  |
|  |                                                     |  |  |  |  |  |  |  |  |  |  |  |  |  |  |  |
|  |                                                     |  |  |  |  |  |  |  |  |  |  |  |  |  |  |  |
|  | 24. Ernest I, Duke of Saxe-Gotha                    |  |  |  |  |  |  |  |  |  |  |  |  |  |  |  |
|  |                                                     |  |  |  |  |  |  |  |  |  |  |  |  |  |  |  |
|  |                                                     |  |  |  |  |  |  |  |  |  |  |  |  |  |  |  |
|  | 12. Фридрих I, војвода Сакс-Гота-Алтенбурга         |  |  |  |  |  |  |  |  |  |  |  |  |  |  |  |
|  |                                                     |  |  |  |  |  |  |  |  |  |  |  |  |  |  |  |
|  |                                                     |  |  |  |  |  |  |  |  |  |  |  |  |  |  |  |
|  | 25. Elisabeth Sophie of Saxe-Altenburg              |  |  |  |  |  |  |  |  |  |  |  |  |  |  |  |
|  |                                                     |  |  |  |  |  |  |  |  |  |  |  |  |  |  |  |
|  |                                                     |  |  |  |  |  |  |  |  |  |  |  |  |  |  |  |
|  | 6. Фридрих II, војвода Сакс-Гота-Алтенбурга         |  |  |  |  |  |  |  |  |  |  |  |  |  |  |  |
|  |                                                     |  |  |  |  |  |  |  |  |  |  |  |  |  |  |  |
|  |                                                     |  |  |  |  |  |  |  |  |  |  |  |  |  |  |  |
|  | 26. Augustus, Duke of Saxe-Weissenfels (=30)        |  |  |  |  |  |  |  |  |  |  |  |  |  |  |  |
|  |                                                     |  |  |  |  |  |  |  |  |  |  |  |  |  |  |  |
|  |                                                     |  |  |  |  |  |  |  |  |  |  |  |  |  |  |  |
|  | 13. Magdalena Sibylle of Saxe-Weissenfels           |  |  |  |  |  |  |  |  |  |  |  |  |  |  |  |
|  |                                                     |  |  |  |  |  |  |  |  |  |  |  |  |  |  |  |
|  |                                                     |  |  |  |  |  |  |  |  |  |  |  |  |  |  |  |
|  | 27. Ана Марија од Мекленбург-Шверина (=31)          |  |  |  |  |  |  |  |  |  |  |  |  |  |  |  |
|  |                                                     |  |  |  |  |  |  |  |  |  |  |  |  |  |  |  |
|  |                                                     |  |  |  |  |  |  |  |  |  |  |  |  |  |  |  |
|  | 3. Аугуста Саксоготска                              |  |  |  |  |  |  |  |  |  |  |  |  |  |  |  |
|  |                                                     |  |  |  |  |  |  |  |  |  |  |  |  |  |  |  |
|  |                                                     |  |  |  |  |  |  |  |  |  |  |  |  |  |  |  |
|  | 28. John VI, Prince of Anhalt-Zerbst                |  |  |  |  |  |  |  |  |  |  |  |  |  |  |  |
|  |                                                     |  |  |  |  |  |  |  |  |  |  |  |  |  |  |  |
|  |                                                     |  |  |  |  |  |  |  |  |  |  |  |  |  |  |  |
|  | 14. Karl, Prince of Anhalt-Zerbst                   |  |  |  |  |  |  |  |  |  |  |  |  |  |  |  |
|  |                                                     |  |  |  |  |  |  |  |  |  |  |  |  |  |  |  |
|  |                                                     |  |  |  |  |  |  |  |  |  |  |  |  |  |  |  |
|  | 29. Sophie Augusta of Holstein-Gottorp              |  |  |  |  |  |  |  |  |  |  |  |  |  |  |  |
|  |                                                     |  |  |  |  |  |  |  |  |  |  |  |  |  |  |  |
|  |                                                     |  |  |  |  |  |  |  |  |  |  |  |  |  |  |  |
|  | 7. Magdalena Augusta of Anhalt-Zerbst               |  |  |  |  |  |  |  |  |  |  |  |  |  |  |  |
|  |                                                     |  |  |  |  |  |  |  |  |  |  |  |  |  |  |  |
|  |                                                     |  |  |  |  |  |  |  |  |  |  |  |  |  |  |  |
|  | 30. Augustus, Duke of Saxe-Weissenfels (=26)        |  |  |  |  |  |  |  |  |  |  |  |  |  |  |  |
|  |                                                     |  |  |  |  |  |  |  |  |  |  |  |  |  |  |  |
|  |                                                     |  |  |  |  |  |  |  |  |  |  |  |  |  |  |  |
|  | 15. Sophia of Saxe-Weissenfels                      |  |  |  |  |  |  |  |  |  |  |  |  |  |  |  |
|  |                                                     |  |  |  |  |  |  |  |  |  |  |  |  |  |  |  |
|  |                                                     |  |  |  |  |  |  |  |  |  |  |  |  |  |  |  |
|  | 31. Ана Марија од Мекленбург-Шверина (=27)          |  |  |  |  |  |  |  |  |  |  |  |  |  |  |  |
|  |                                                     |  |  |  |  |  |  |  |  |  |  |  |  |  |  |  |
|  |                                                     |  |  |  |  |  |  |  |  |  |  |  |  |  |  |  |